# Silver End
Silver End is een civil parish in het bestuurlijke gebied Braintree, in het Engelse graafschap Essex.